# Pain (groupe)
Pour les articles homonymes, voir Pain (homonymie).
Pain est un groupe de metal industriel suédois, originaire de Ludvika. Le groupe est formé en 1996 comme passe-temps pour Peter Tägtgren, dont l'idée était de fusionner le metal avec des influences techno. Le groupe compte un total de huit albums studio, et deux DVD.

## Biographie

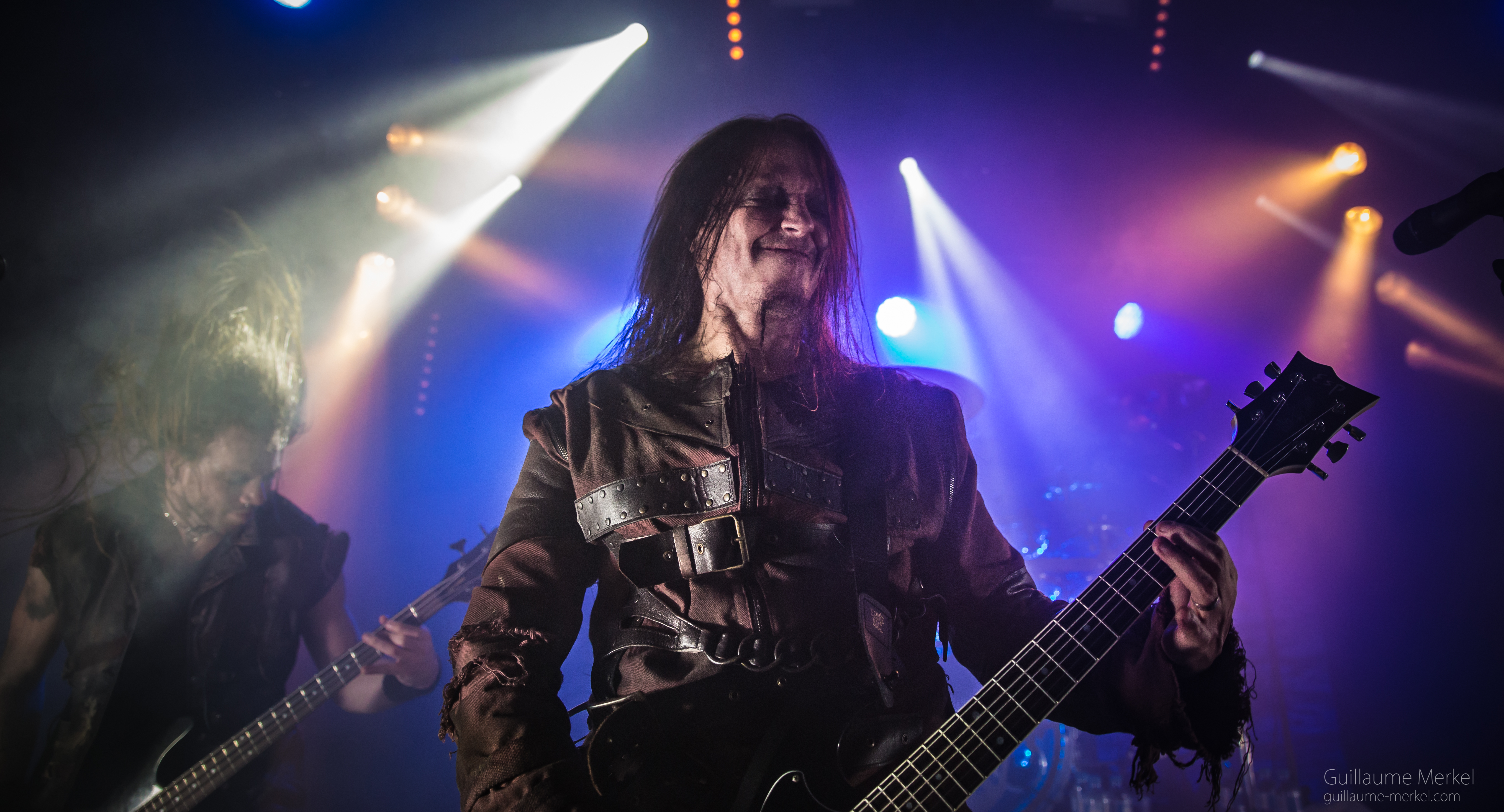
Pain, à Sélestat, en 2017.

Le groupe est formé en 1996 comme one man band et passe temps pour Peter Tägtgren, dont l'idée était de fusionner le metal avec des influences techno. Tägtgren, qui est aussi le chanteur et guitariste d'Hypocrisy et le producteur du studio The Abyss, était le seul membre du groupe à l'origine. Depuis l'album Psalms of Extinction, des membres fixes participent à la composition et aux enregistrements. Le groupe sort un premier album éponyme, Pain en 1997. Pain assure la première partie des concerts du groupe de metal symphonique finlandais Nightwish en Europe durant la tournée de leur album Dark Passion Play. En 1999, le groupe publie son deuxième album studio, Rebirth, popularisé en partie grâce aux trois singles End of the Line, Shut Your Mouth, et Same Old Song.
En 2002 sort leur troisième album  Nothing Remains the Same. Il suit trois ans plus tard, en 2005, d'un quatrième album studio intitulé Dancing with the Dead. Le cinquième album, Psalms of Extinction, est publié en 2007. Dans l'album Cynic Paradise, publié en 2008, l'ex-chanteuse de Nightwish, Anette Olzon, apparaît en invitée sur deux morceaux, Follow Me et Feed Us. Lors de leur tournée avec Nightwish en mars 2009, après avoir eu vent de l'intérêt des fans français pour le titre Monkey Business, le groupe se tourna vers Denis Goria pour tourner un vidéo-clip des deux dates de Paris (23 et 24 mars 2009).
En 2011, le groupe annonce la sortie d'un nouvel album intitulé You Only Live Twice, toujours chez Nuclear Blast. En début avril 2011, le groupe met à disposition des fans, la chanson Dirty Woman en téléchargement légal et gratuit, premier single de l'album. Ville Lipiäinen, réalisateur du clip Follow Me, assisté de nouveau par Denis Goria, en réalisent le clip-vidéo qui sortira en avril 2011. Le clip du second single, The Great Pretender, est une suite indirecte du clip de Dirty Woman, réalisé par le même duo de réalisateurs. En novembre 2012 sort le second live de Pain, We Come in Peace, en DVD et Blu-ray chez Nuclear Blast. Tägtgren fait de nouveau appel à Ville Lipiäinen et Denis Goria pour la réalisation.
Le groupe publie son huitième album, Coming Home le 9 septembre 2016, sortie qui a été annoncée en juin 2016. En fin d'année, ils annoncent une tournée Coming Home Tour en soutien à l'album. Le 11 octobre 2016, le groupe publie sa vidéo lyrique de la chanson Designed to Piss You Off. Le 3 février 2017, Pain annonce la deuxième partie de sa tournée appelée Coming Home Tour II.

## Membres

### Membre actuel
- Peter Tägtgren - chant, tous les instruments en studio (depuis 1996)

### Membres de tournée
- Jonathan Olson - basse (depuis 2018)
- Sebastian Svalland- guitare (depuis 2019)
- Sebastian Tägtgren - batterie  (depuis 2016)

### Anciens membres de tournée
- Saroth (Yngve Liljebäck) - basse (1999-2005)
- Mathias Kamijo - guitare (1999-2003)
- Horgh (Reidar Horghagen) - batterie (1999-2003)
- Andrea Odendahl - guitare (2003-2007)
- Alla Fedynitch - basse (2005-2007)
- Marcus Jidell - guitare (2007)
- André Skaug - basse (2007, 2011)
- René Sebastian - guitare (2007)
- Michael Bohlin - guitare (2007–2016)

## Discographie

### Albums studio
- 1997 : Pain
- 1999 : Rebirth
- 2002 : Nothing Remains the Same
- 2005 : Dancing with the Dead
- 2007 : Psalms of Extinction
- 2008 : Cynic Paradise
- 2011 : You Only Live Twice
- 2016 : Coming Home
- 2024 : I Am

### DVD
- 2005 : Live is Overrated
- 2012 : We Come in Peace